# Puente de Hierro (Córdoba)
El puente de los Tres Ojos o puente de Hierro es un puente construido por el ingeniero francés Gustave Eiffel. Se encuentra cerca de Villa del Río en la provincia de Córdoba, España, en la A-3101 sobre el río Guadalquivir.
- Datos: Q17079858